# Comunas de Marruecos
En Marruecos, la comuna es una demarcación administrativa de derecho público, dotada de personalidad jurídica y de autonomía financiera.
En el marco organizativo territorial de Marruecos, las comunas se agrupan en prefecturas o provincias, las cuales se agrupan a su vez en regiones. Existen 1538 comunas, de las cuales 256 son comunas urbanas y 1282 son comunas rurales. Las disposiciones legales en las que se basa esta delimitación están definidas en el título IX de la Constitución de 2011 y en la ley orgánica 113-14 promulgada por el dahir 1-15-85 del 7 de julio de 2015.

## Toponimia
La toponimia de las comunas resulta de la elección del Estado después de llevar a cabo consultas con los notables locales sobre los nombres más utilizados tradicionalmente para denominar a cada lugar.
La creación o supresión de una comuna, o el cambio de nombre, son decididos por decreto. La capital de una comuna rural es determinada por el Ministerio del Interior.

## Organización

### Distritos
Las seis grandes ciudades del país (Casablanca, Fez, Marrakech, Rabat, Salé y Tánger) tienen consejos de distrito. Los distritos gozan de autonomía administrativa y financiera. Cada uno de los distritos que forman la comuna están representados en el consejo de la comuna por un número determinado de miembros electos.

### Consejo
El consejo comunal está formado por miembros electos por sufragio universal. Tiene obligatoriamente tres sesiones ordinarias y eventualmente sesiones extraordinarias para deliberar sobre cuestiones de su competencia. Las deliberaciones del consejo están sujetas al control del gobernador o valí.

### Presidencia
A la cabeza de la comuna se encuentra el presidente del consejo comunal, elegido por los miembros de este consejo cada seis años. El presidente del consejo comunal es la autoridad ejecutiva de la comuna. Preside el consejo comunal, representa oficialmente a la comuna en todos los actos de la vida civil, administrativa y judicial, dirige la administración comunal y vela por los intereses de la comuna conforme a las leyes y reglamentos en vigor.